# リトリュイーズ・ド・ブロワ
リトリュイーズ・ド・ブロワ（Litluise de Blois, 1094年ごろ - 1118年）またはリテュイーズ（Lithuise）、リテュエーズ（Lithuaise）、リュイーズ（Lihuise）、リトーズ（Litause）は、ウー伯ギヨーム・ビュサックとソワソン女伯アデライードの娘。名はアデル（Adèle）としても知られる。
トロワ女副伯でもあり、リトリュイーズ・ド・トロワ（Litluise de Troyes）とも称された。

## 生涯
フランス王フィリップ1世王子マント伯フィリップ妃エリザベート・ド・モンレリの内祖母に当たる。
リトリュイーズはモンレリ卿ミロン1世と結婚した。2人の結婚は、リトリュイーズの実母ソワソン女伯アデライードによって交渉された条約の締結により決まった縁談であった。条約により、ミロン1世はフランス王ルイ6世に対抗し、義母アデライードを支援することになった。その見返りとして彼女の娘リトリュイーズを2人目の妻に迎えた。
その後1118年に、リトリュイーズは夫ミロンと離婚し、その後まもなく死去したが、その他については知られていない。
夫ミロン1世との間に以下の4子を授かった。
- ギー2世 - モンレリ卿
- ミロン2世（1118年没） - 後のモンレリ及びブレ卿、トロワ副伯
- イザベル - ダンピエール卿ティボー（フランス語版）と結婚
- エメリーヌ（1121年没） - ブロイエの初代領主ユーグ2世（詩人卿）と結婚した。